# ألبرون باس
ألبرون باس (بالإنجليزية: Albrun Pass)‏ هو أحد جبال سلسلة جبال الألب ليبونتيني وجزء من القمة الأم يقع في بييمونتي, إيطاليا وكانتون فاليز, سويسرا. يبلغ ارتفاع الجبل حوالي 2409 متر، بينما يبلغ ارتفاع نتوء الجبل متر.